# Sasso di Stria
Sasso di Stria (německy Hexenstein, ladinsky Sass de Stria) je horský vrchol v Dolomitech (provincie Belluno, region Veneto / Itálie). Strmá skála je vysoká 2 477 m a zvedá se mezi průsmyky Passo Falzarego a Valparolapass - přibližně na úrovni bývalé císařské a královské pevnosti Tre Sassi - naproti Tofana di Rozes a skalnímu masivu Lagazuoi před ní.
Panoramatický výhled z vrcholu sahá až ke skupině Puez na severu, Sella a Marmolata na západě a jihozápadě, Passo Falzarego na jihu a Lagazuoi a Tofane na východě.

## Historie
Hexenstein byl ústředním bojištěm horské války v letech 1915-1918 a zaujímal strategicky důležitou pozici na rakousko-italské frontě vedoucí od průsmyku Valparola až po Col di Lana nad údolím Buchenstein (Livinallongo). Zastaralá pevnost Tre Sassi, která byla od roku 1915 několikrát ostřelována Italy, již nemohla plnit svou blokovací funkci pro obranu rakouského údolí Val Badia a musela být opuštěna. Místo toho se Hexenstein, kde byla původně jen malá strážní jednotka, rozrostl na pevnost, zpočátku bez povšimnutí Italů. Děla byla umístěna v týlu na severním svahu, na vrcholu bylo pozorovací stanoviště. Poté, co se Italům nepodařilo pozice obsadit, vypukla v roce 1916 minová válka, při níž bylo na Lagazuoi provedeno celkem 5 výbuchů, aniž by Italové prorazili.
Ve druhé polovině 20. století se Hexenstein stal v rámci rozvoje turistiky turistickou a horolezeckou oblastí. Příkopy a galerie byly obnoveny a částečně znovu zpřístupněny.

## Přístupnost
Na vrchol se dostanete za 1-1,5 hodiny po historické stezce pro mezky na severní straně, která začíná u silnice v průsmyku Valparola na úrovni pevnosti Tre Sassi. Jasně značená a v posledním úseku upravená jako via ferrata (obtížnost A-B) je v provozu teprve od roku 1996. Vede kolem válečných pozic a v jedné variantě dokonce tunelem. Jižní hřeben Hexensteinu (UIAA IV+) je oblíbenou lezeckou cestou.

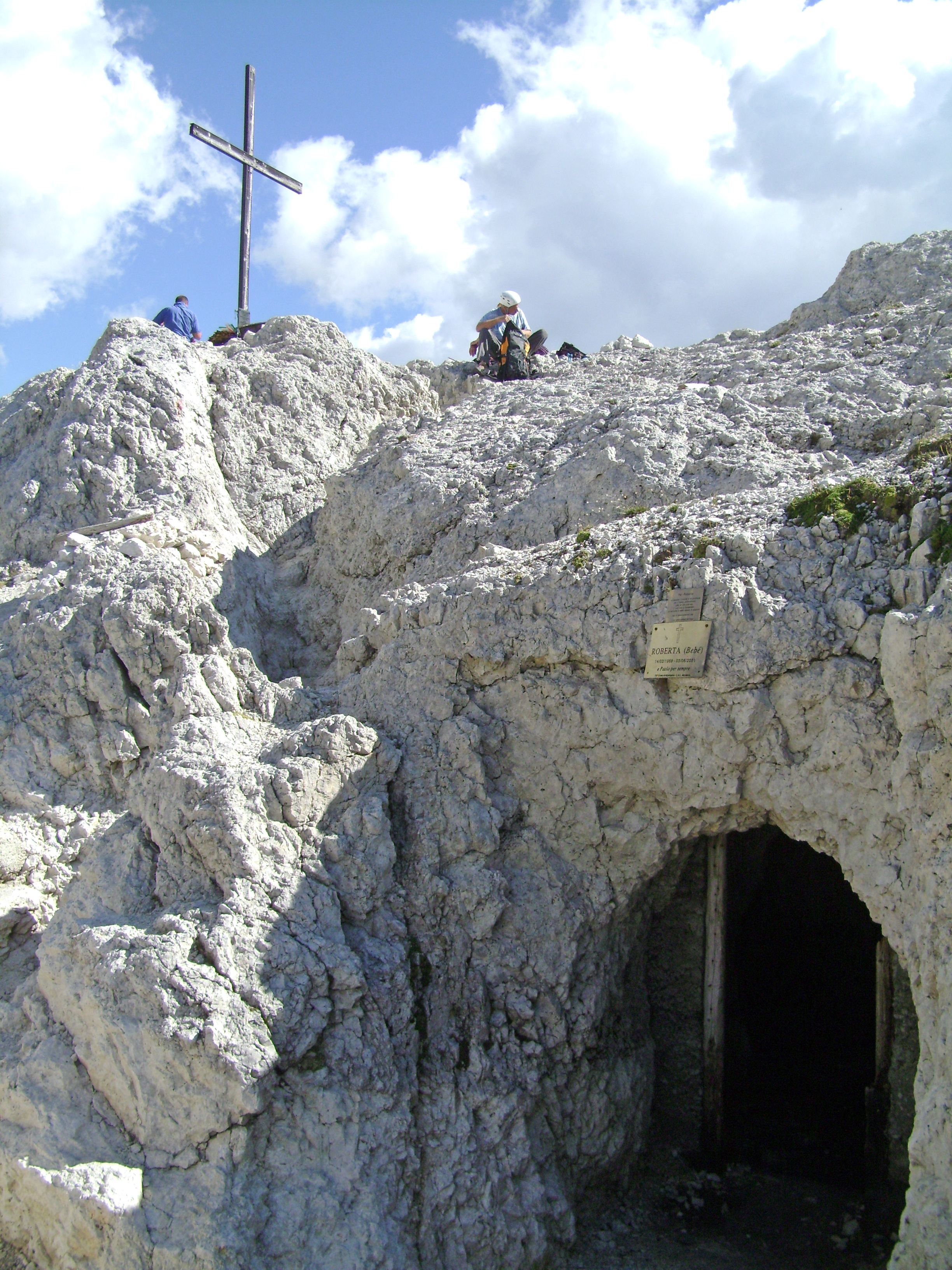
Tunel pod vrcholem
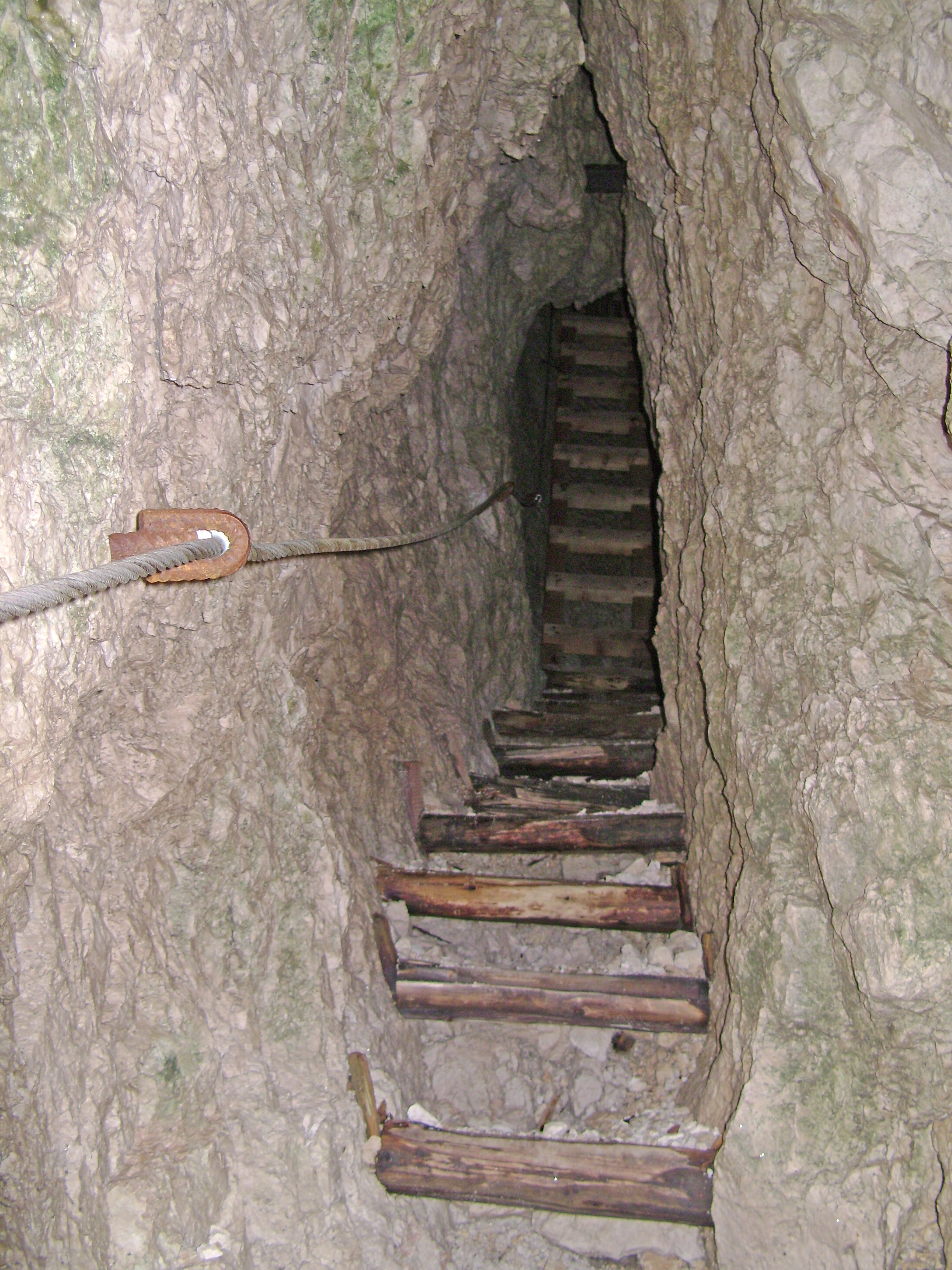
Tunel pod vrcholem. Vstup tunelem zajištěný ocelovým lanem
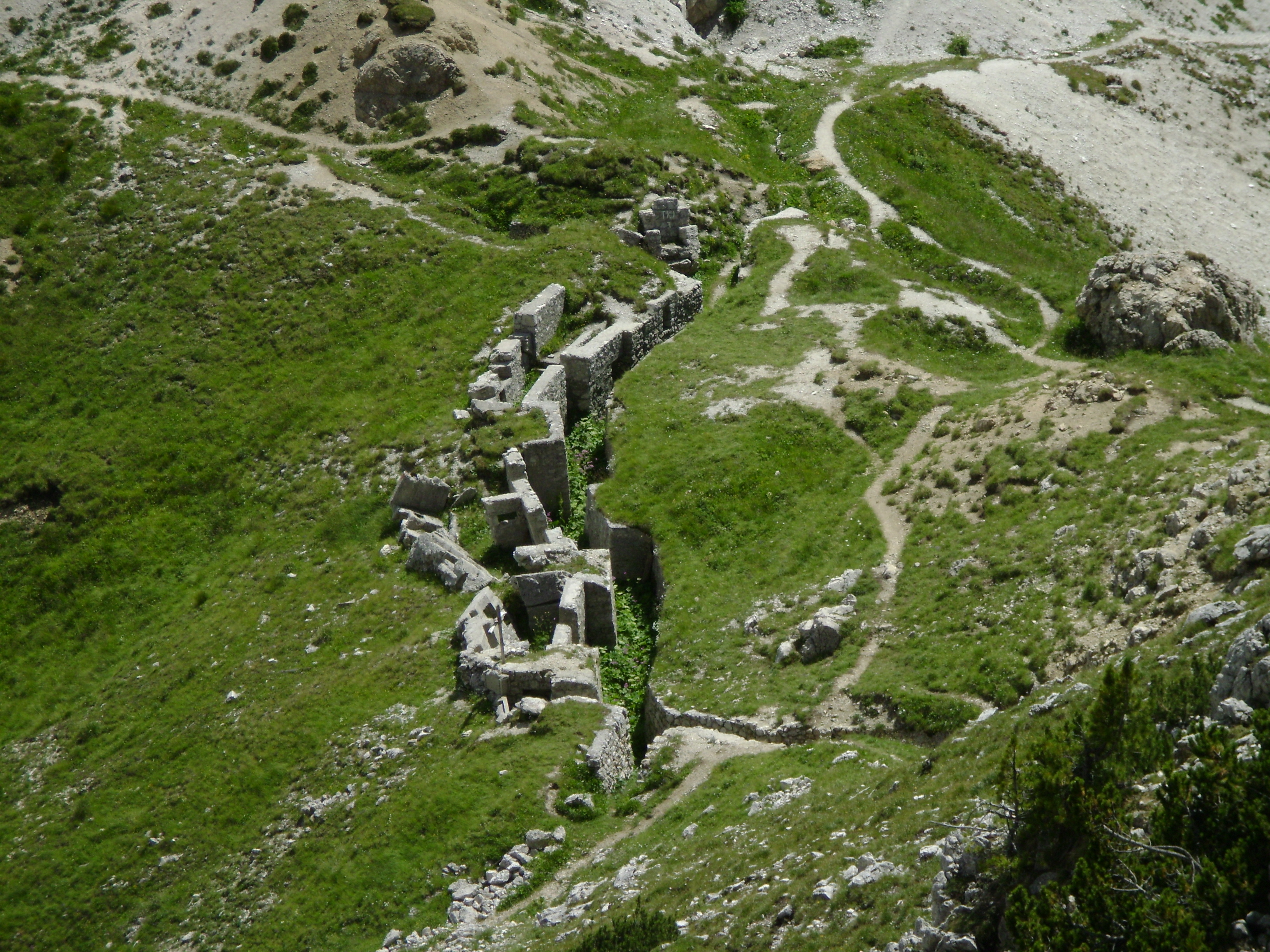
Pozice Goiginger na jižním úpatí

## Výstupy
- 2 via ferraty

JV stěna
- Via Colbertaldo IV (Jižní hrana); A. Colbertaldo, L. Pezzotti, 1. srpna 1939
- Laubensassa VI+; R. Galvagni, F. Linder, 20. července 2006
- Berge in Flammen VI+; R. Galvagni, M. Maceri, 2006
- Magia Nera 6c; M. Coubal, M. Tučka, 16.6.2023
- Papilio VII+; Anna Coubalová a Michal Coubal, 14. srpna 2021[1]
- Strumtruppen 5b; R. Galvagni, M. Maceri,
- Ultima Tule 6c; R. Galvagni, D. Filippi, 2008

V stěna
- krátké sportovní cesty